# 李皇后 (前秦)
李皇后（?—?），前秦高帝苻登第二任皇后。
太初四年（389年），苻登毛皇后与后秦武昭帝姚苌作战时被俘斩。三年后，太初七年（392年）正月，苻登立昭仪李氏为皇后。太初九年（394年），苻登被后秦文桓帝姚兴俘虏后杀害，李皇后被姚兴赐给后秦大将姚晃为妻。